# European Pressurized Reactor

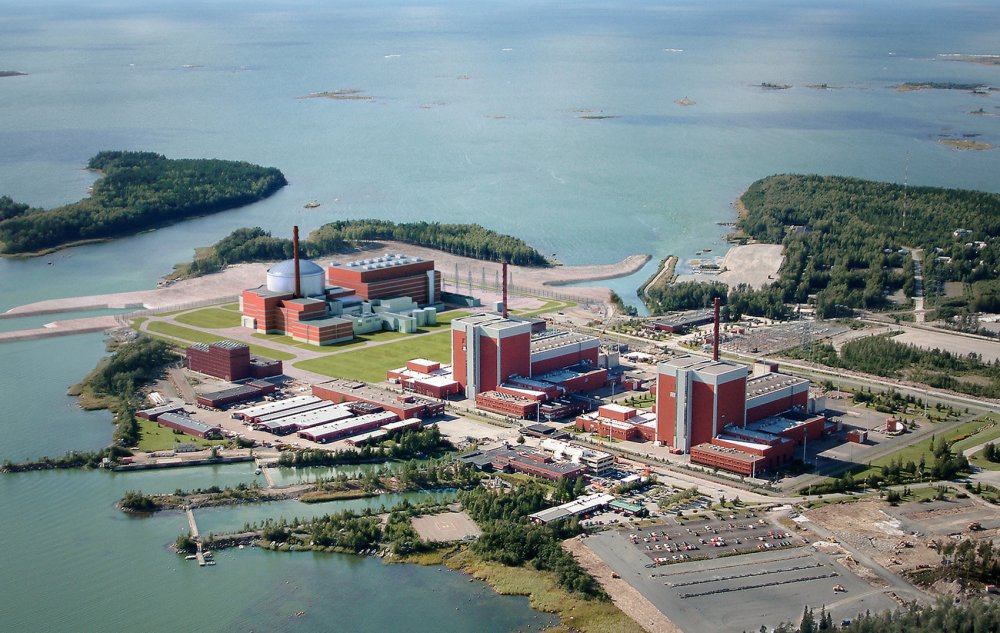
De EPR in Olkiluoto

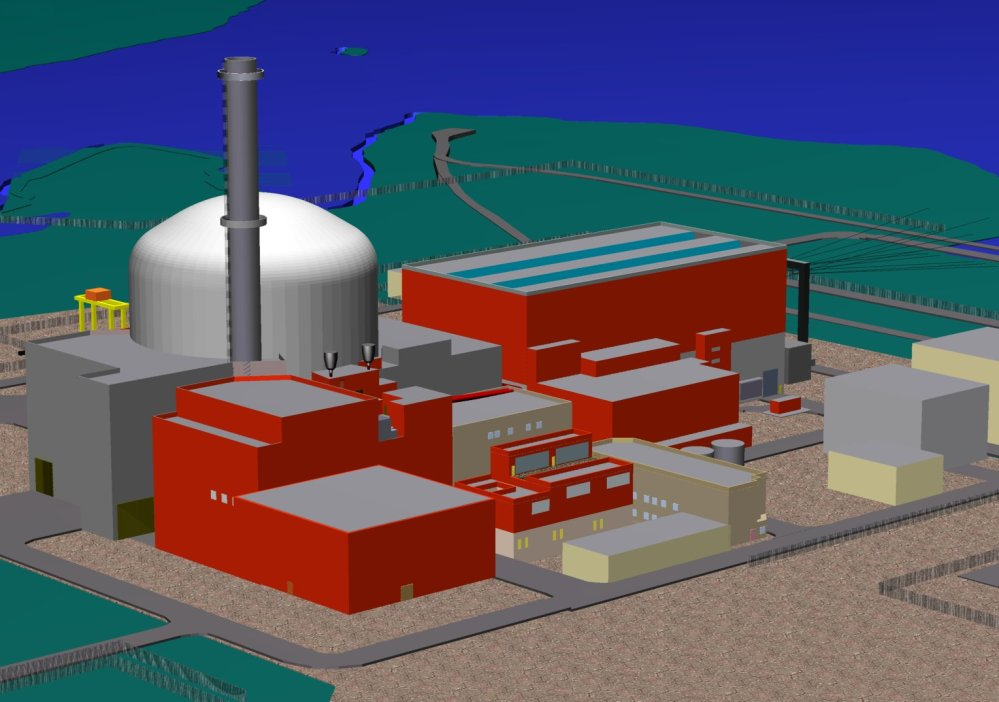
Door een computer gemaakte afbeelding van een European Pressurized Reactor

Een European Pressurized Reactor (EPR) is een generatie III-type kernreactor. 

## Beschrijving
Het ontwerp van de EPR is gebaseerd op de hogedrukreactor, de belangrijkste veranderingen betreffen de passieve veiligheidssystemen en het verhogen van het rendement in verband met de economische competitie.
Dit type is geschikt voor om kernenergie te produceren uit kernbrandstof zoals 5% verrijkt uranium of MOX-brandstof.
De EPR is ontwikkeld door Framatome (Areva NP) en Electricité de France (EDF) in Frankrijk, en Siemens AG in Duitsland.

## Projecten
De eerste twee EPRs ter wereld, Taishan 1 en 2, zijn in 2018 en 2019 in China in gebruik genomen. Plannen voor een Amerikaanse EPR zijn in 2015, na 10 jaar voorbereiding, stilgelegd.
In Europa zijn er drie projecten waarbij vijf EPR-reactoren worden gebouwd. Deze projecten worden gekenmerkt door grote kostenoverschrijdingen en jarenlange vertraging van de oplevering. Zuid-Afrika, Italië en Tsjechië hebben van EPR-plannen afgezien. In India wordt nog wel overwogen een EPR te bouwen. De aanvang van dit project wordt in 2023 verwacht.

### Finland
In september 2005 begon Areva met de bouw van de kerncentrale Olkiluoto-3 met een capaciteit van 1.600 megawatt. Volgens de oorspronkelijke planning zou de bouw vier jaar duren en een investering vergen van 2,5 miljard euro. Al in 2006 waren er problemen. De Finse toezichthouder op kernenergie, STUK, had twijfels over de kwaliteit van de fundering en de lasnaden van pijpen voor het primaire systeem. De werkzaamheden zijn fors vertraagd en de centrale zou 6,6 miljard euro kosten. De opdrachtgever van de centrale, TVO, en Areva vechten voor de rechter uit wie voor de extra kosten en de vertraging gaat opdraaien.
Eind december 2021, bijna 12 jaar later dan gepland, werd reactor drie opgestart. De reactor werd op 12 maart 2022 aangesloten op het net en in december 

zal de volledige capaciteit worden benut.

### Frankrijk
Bij Flamanville werd tussen 2006 en 2024 gewerkt aan een EPR-reactor voor het Franse energiebedrijf EDF. De capaciteit van deze reactor is 1.600 megawatt. Dit project had een grote vertraging, bij aanvang van de bouw werd de eerste productie verwacht in 2013, in 2010 was dit al uitgesteld tot 2016. Op 20 december 2024 werd de eerste elektriciteit geleverd., maar de eerste elektriciteit wordt op 20 december 2024 aan het net geleverd.
De centrale heeft een verwachte levensduur van 60 jaar. De bouw vergde een investering van 13,2 miljard euro, dat is ruim zes keer zo duur als oorspronkelijk verwacht. Net als in Finland vormen lasnaden hier een groot probleem.

### Verenigd Koninkrijk
Bij de Engelse plaats Bridgwater wordt naast de bestaande kerncentrales Hinkley Point A en B gewerkt aan twee EPR reactoren. Deze centrales worden gebouwd door het Franse EDF. De bouw is, na 6 jaar vertraging, begonnen in 2018. EDF verwacht dat de centrale pas vanaf 2029 elektriciteit kan beginnen te produceren.  

De kosten van dit project worden inmiddels op 36-45 miljard pond geschat.
Daarnaast staat ook een nieuwe kerncentrale Sizewell C gepland. Er wordt verwacht dat de bouw zeker 9 tot 12 jaar gaat duren en €24 miljard zal kosten.